# Plamen Stoyanov
Plamen Stoyanov Kolev (Kazanlik, 8 november 1971) is een Bulgaars voormalig wielrenner.

## Belangrijkste overwinningen
1994
- Eindklassement Ronde van Mevlana

1997
- 2e etappe Ronde van Rhodos

2000
- Parijs-Rouen

2003
- 1e etappe Critérium du Dauphiné Libéré

2004
- Bulgaars kampioen op de weg, Elite